# Такахаші Соя
Соя Такахаші (яп. 高橋 壮也, нар. 29 лютого 1996, Мацуе) — японський футболіст, що грав на позиції захисника. Відомий за виступами за клуб «Санфречче Хіросіма». Дворазовий володар Суперкубка Японії. Чемпіон Японії.

## Ігрова кар'єра
У професійному футболі Соя Такахаші дебютував 2014 року виступами за команду «Санфречче Хіросіма», в якій грав до 2018 року, та став у її складі дворазовим володарем Суперкубка Японії та чемпіоном Японії. Частину сезону 2018 року футболіст провів у оренді в клубі «Фаджіано Окаяма».
Згодом Такахаші перебрався до Швеції, де грав у 2019 році у складі команди «АФК Ескільстуна», а в 2020 році в складі команди «Умео». У 2021 році японський футболіст грав у складі американського клубу «Окленд Рутс». У 2022 році Такахаші повернувся до клубу «Умео», і по завершенню сезону 2022 року закінчив виступи на футбольних полях.

## Титули і досягнення
- Володар Суперкубка Японії (2):

«Санфречче Хіросіма»: 2014, 2016
- Чемпіон Японії (1):

«Санфречче Хіросіма»: 2015